# Kalvi
Kalvi is een plaats in de Estlandse gemeente Viru-Nigula, provincie Lääne-Virumaa. De plaats heeft de status van dorp (Estisch: küla) en telt 36 inwoners (2021).
Kalvi hoorde tot in oktober 2017 bij de gemeente Aseri. In die maand werd Aseri bij de gemeente Viru-Nigula gevoegd.
De plaats ligt aan de Finse Golf.